# أندريا دوفيزيوسو
أندريا دوفيزيوسو (بالإيطالية: Andrea Dovizioso) مواليد 23 مارس 1986 في فورليمبوبولي، هو متسابق دراجات نارية إيطالي. نافس في سباقات بطولة العالم لفئة 250 سي سي ولفئة 125 سي سي ولفئة 50 سي سي. كما شارك في بطولة العالم للموتو جي بي.

## البطولات
- بطولة العالم لفئة 125 سي سي 2004

## وصلات خارجية
- أندريا دوفيزيوسو على موقع eWRC-results.com (الإنجليزية)
- أندريا دوفيزيوسو على موقع MotoGP.com (الإنجليزية)
- أندريا دوفيزيوسو على موقع CONI honoured athlete website (الإيطالية)
- أندريا دوفيزيوسو على موقع AS.com (الإسبانية)

- الموقع الرسمي